# ميغومي ساكاتا
ميغومي ساكاتا (坂田 恵) (مواليد 18 أكتوبر 1971)، هي لاعبة كرة قدم كانت تلعب كحارس مرمى. ولعبت مع منتخب اليابان لكرة القدم للسيدات.

## وصلات خارجية
- ميغومي ساكاتا على موقع الاتحاد الدولي (مؤرشف)  (الإنجليزية)
- ميغومي ساكاتا على موقع Soccerway.com (الإنجليزية)
- ميغومي ساكاتا على موقع عالم كرة القدم.نت (الإنجليزية)
- ميغومي ساكاتا على موقع أوليمبيديا (الإنجليزية)